# 夫妻節 (2002年創立)
夫妻節是慶祝和感謝婚姻的節日，始於2002年，日子定為每年11月11日，由香港大衛城文化中心總監吳振智牧師倡議創立。取意其四個一，表徵「一夫一妻‧一生一世」，肯定美滿婚姻乃人生重大成就。

## 起源
1999年，大衛城文化中心總監吳振智牧師受感在千禧年、即耶穌出生二千年的大日子，要將基督最希望得到的禮物──貞潔──獻給基督，「貞潔運動」正式開始。期間吳牧師夫婦為「貞潔運動」禱告時，一同領受發起「夫妻節」，成為「貞潔運動」其中一條支柱。
2000年1月2日，大衛城文化中心發動了「千禧貞潔獻禮」及「貞潔巡遊」，有超過一千人參加，成為「夫妻節」的基礎。在節慶前數天，中心發表了調查報告，發現75%中學生表示可能同居而不結婚、70%中學生不介意結婚初夜配偶不是處男／處女，引起傳媒高度注意並採訪這項活動。活動期間，吳振智牧師呼籲公眾支持創立「夫妻節」，隨即動員出席者扶老攜幼，手持橫額從尖沙咀遊行至油麻地信義會真理堂，繼續參加貞潔節慶。上述活動引起傳媒廣泛報導，甚至有報章以頭版報導倡議「夫妻節」事宜，使「夫妻節」的意念首次正式向普羅大眾提倡。

## 發展
- 2002年11月11日，首屆「夫妻節」正式創立，於香港文化中心露天廣場舉行節慶，主題為「專一」。活動前夕，大衛城文化中心發表了一項與香港城市大學共同進行的「香港夫妻愛情專一調查」問卷研究，結果發現受訪市民中10%有婚外情，推算全港33萬人有婚外情或婚外性行為[2]。由於調查結果頗為震撼，「夫妻節」當天再次吸引了大批傳媒採訪。之後每年的11月11日均舉行活動慶典，定11月11日乃取意4個1，「一夫一妻，一生一世」。

- 2008年，「夫妻節」首度擴展至加拿大溫哥華及美國紐約，其中加拿大得溫哥華聖公會以馬內利堂主任伍德賢牧師發起響應，聯同多間溫市教會籌辦溫哥華第一屆「夫妻節」，有超過1500人出席。

- 2009年，「夫妻節」擴展至中國的廣州市舉行。[3]。

- 2010年，由於11月11日為加拿大的國殤日，由該年起加拿大的夫妻節改為11月的任何一日舉行。同年，加拿大維多利亞市教會宣佈舉行第一屆維多利亞夫妻節。2010年第九屆香港夫妻節於11月11日假香港文化中心露天廣場舉行，主題為「愛您一世」，紐約、溫哥華及維多利亞三市亦採用相同主題，以示合一。在香港舉行的慶典中，創辦人吳振智牧師首次表示，正向特區政府爭取將11月11日「夫妻節」定為法定公眾假期，令政府重視維護婚姻關係對社會的積極影響[4]。

- 2011年，適逢「夫妻節」十周年，香港於11月11日伊利莎伯體育館舉行大型慶典，主題為「醉婚婚」[5]，聚會中吳振智牧師更發起出席的基督徒和市民聯署支持，爭取特區政府將「夫妻節」定為法定公眾假期。同日美國紐約市亦舉行餐會慶典。加拿大的同類慶典將定於11月25日至11月27日於溫哥華舉行。

- 2012年，夫妻節進一步擴展，除原有的香港、美國及加拿大外，澳洲悉尼及中國內地中山市已表示會響應加入。是年的主題為《永恆的聘禮》。以下為各地舉行夫妻節的日期：（有#者為首次舉辦）
  - 香港：11月11日
  - 中山：10月6日 #
  - 悉尼：11月3日 #
  - 紐約：11月11日
  - 溫哥華：11月12日
  - 維多利亞市：11月17日

- 2013年，除了大衛城文化中心一年一度的慶典（是年主題定為《愛的戳記》，共有八個城市及地區參與）外，首次有其他團體加入慶祝行列。
  - 啟導國際於2013年首次舉辦「全城愛情故事大招募」活動[6]，有11對結婚超過20年的夫婦獲獎，並於夫妻節前夕（11月10日）獲邀再次穿上婚紗禮服，參加電車派對，由西環屈地街前往銅鑼灣，在鬧市中穿梭，重拾昔日浪漫，同時向公眾宣揚矢志不渝的婚姻愛情。
  - 同時，啟導國際委託浸會大學社會科學院社會科學研究中心的電話調查報告發表，調查發現九成半市民認同婚姻應是一男一女及一夫一妻的結合，也是一生一世的承諾並要對配偶一心一意。同時，以10分為滿分，港人婚姻信心指數平均為8.3分，若以婚姻狀况劃分，單身人士的婚姻信心指數為6.9分，已婚人士較單身為高達8.9分，顯示市民對婚姻的態度正面。[7]